# Челопеч (община)
Община Челопеч се намира в Западна България и е една от съставните общини на Софийска област.

## География

### Географско положение, граници, големина
Общината се намира в източната част на Софийска област. С площта си от 44,390 km2 е най-малката сред 22-те общини на областта, което съставлява 0,63% от територията на областта. Община Челопеч е не само най-малката община в Софийска област, но и най-малката община по площ в България. Тя е и една от 9-те български общини, която се състои само от едно населено място. Границите ѝ са следните:
- на изток – община Златица;
- на юг – община Чавдар;
- на запад – община Мирково;
- на север – община Етрополе.

### Природни ресурси

#### Релеф
Релефът на общината е равнинен и средно планински, като територията ѝ попада в пределите на Западна Стара планина и Златишко-Пирдопската котловина.
Около 2/3 от територията на община Челопеч се заема от южните склонове на Етрополска планина (съставна планина на Западна Стара планина). В нея, на границата с община Етрополе се издига най-високата точка на община Челопеч – връх Человешка Баба 1721,6 m. Южно от Етрополска планина се простират централните, най-ниски и равни части на Златишко-Пирдопската котловина, където в най-южната ѝ точка, на границата с община Чавдар, в коритото на Тополница се намира най-ниската ѝ точка – 534 m н.в.

#### Води
В най-южната част на общината, по границата с община Чавдар, на протежение от 1,5 km протича част от горното течение на река Тополница. От Етрополска планина на юг към Златишко-Пирдопската котловина се спускат малки и къси реки и дерета, най-голяма от които е река Воздол (десен приток на Тополница) която преминава и през село Челопеч.

## Население

### Етнически състав (2011)
Численост и дял на етническите групи според преброяването на населението през 2011 г.:
|                     | Численост | Дял (в %) |
| Общо                | 1473      | 100,00    |
| Българи             | 1224      | 83,10     |
| Турци               | 6         | 0,40      |
| Цигани              | 48        | 3,26      |
| Други               | –         | -         |
| Не се самоопределят | –         | -         |
| Неотговорили        | 185       | 12,56     |

### Движение на населението (1934 – 2021)
| Община Челопеч                                | Община Челопеч | Община Челопеч | Община Челопеч | Община Челопеч | Община Челопеч | Община Челопеч | Община Челопеч | Община Челопеч | Община Челопеч | Община Челопеч | Община Челопеч |
| --------------------------------------------- | -------------- | -------------- | -------------- | -------------- | -------------- | -------------- | -------------- | -------------- | -------------- | -------------- | -------------- |
| Година                                        | 1934           | 1946           | 1956           | 1965           | 1975           | 1985           | 1992           | 2001           | 2011           | 2021           |                |
| Население                                     | 1791           | 1705           | 1783           | 1954           | 2205           | 2216           | 1779           | 1710           | 1473           | 1456           |                |
| Източници: Национален Статистически Институт, |                |                |                |                |                |                |                |                |                |                |                |

### Населени места
Единственото населено място на нейната територия е село Челопеч. Населението на селото и общината според преброяване 2021 е 1456 жители.

## Административно-териториални промени
- Указ 250/обн. 12.08.1991 г. – заличава община Средногорие и на нейната територия създава Община Антон, община Златица, община Мирково, община Пирдоп, община Чавдар и Община Челопеч;

## Транспорт
През територията на общината, от запад на изток, на протежение от 6,2 km преминава участък от трасето на жп линията София – Карлово – Бургас от Железопътната мрежа на България.
През общината преминава участък от 5,7 km от Републикански път I-6 (от km 195,2 до km 200,9) от Републиканската пътна мрежа на България.

## Топографска карта
- Лист от карта K-35-37. Мащаб: 1 : 100 000.
- Лист от карта K-35-49. Мащаб: 1 : 100 000.